# Линдау, Лизл Яановна
Лизл Я́ановна Ли́ндау (2 сентября 1907, Пернов, Эстляндская губерния, Российская империя — 14 июля 1985, Таллин) — эстонская советская театральная актриса. Народная артистка Эстонской ССР (1967).

## Биография
Родилась в 1907 году в Тори — пригороде Пернова, Эстляндская губерния, Российская империя (в наст. время уезд Пярнумаа, Эстония), урождённая Лийзе.
Училась в хореографической студии.
С 1927 года танцовщица в театре «Эндла» (Endla) в Пярну.
В 1931—1934 годах — актриса таллинской Драмстудии позже ставшей Эстонским драмтеатром.
В 1934—1936 годах — актриса театра «Ванемуйне» в Тарту.
В 1936—1937 годах — актриса театра оперы и балета «Эстония» в Таллине.
В 1937—1941 годах — актриса Рабочего театра Таллина (Tallinna Toolisteatris).
В 1947—1966 годах — актриса Эстонского академического театра драмы им. Кингисеппа (сейчас Эстонский драматический театр) в Таллине.
В 1966—1985 годах — актриса Государственного молодёжного театра Эстонской ССР (ныне Таллинский городской театр).
Умерла в 1985 году в Таллине.

## Награды
- Медаль «За трудовое отличие» (1956)[1].
- Народная артистка Эстонской ССР (1967).
- Заслуженная артистка Эстонской ССР (1955).
- Обладательница Серёжек Анны Тамм — Лизл Ландау — неформальной театральной переходящей премии-реликвии, сложившейся в традиции Эстонского театра: серьги были подарком легендарной актрисы Анны-Марии Тамм-Карцевой (1880—1964), а незадолго до смерти Лизл Ландау передала их актрисе Кайе Михкелсон, у которой они находятся ныне.

## Роли в театре
На сцене исполняла драматические и комедийные роли.
Наиболее заметные: Мари («Молочник из Мяэкюла» Вильде), Карин («Брак и любовь» по Таммсааре), Тереза Ракэн (по Золя), Ийге («Железный дом» Таммлаане), Татьяна («Разлом»), Мирандолина; Лиза («Горе от ума»), Панова («Любовь Яровая»), Мария Ряни («Старый дуб» Якобсона), Кураж («Матушка Кураж и её дети» Брехта) и другие.

## Фильмография
- 1956 — На задворках / Tagahoovis — Феня
- 1959 — Незваные гости / Kutsumata külalised — Алиде
- 1959 — Подводные рифы / Veealused karid — Эва
- 1965 — Молочник из Мяэкюла / Mäeküla piimamees — эпизод
- 1967 — Девушка в чёрном / Tütarlaps mustas — Кади
- 1967 — Физики (фильм-спектакль) — Марта Бойл
- 1968 — Затемнённые окна / Pimedad aknad — мать Леэды
- 1969 — Гладиатор / Gladiaator — эпизод
- 1970 — Заблудшие / Valge laev — эпизод
- 1972 — Молодой пенсионер / Noor pensionär — начальник отдела кадров
- 1975 — Мишук / Jõmm — тётя
- 1976 — Школа господина Мауруса / Indrek — эпизод
- 1978 — Зимний отпуск (Женщина топит баню) / Naine kutab sauna — Минна
- 1981 — Суровое море / Karge meri — эпизод